# Squalus crassispinus
Squalus crassispinus е вид хрущялна риба от семейство Squalidae.

## Разпространение
Видът е разпространен в Западна Австралия.